# Franck Muller

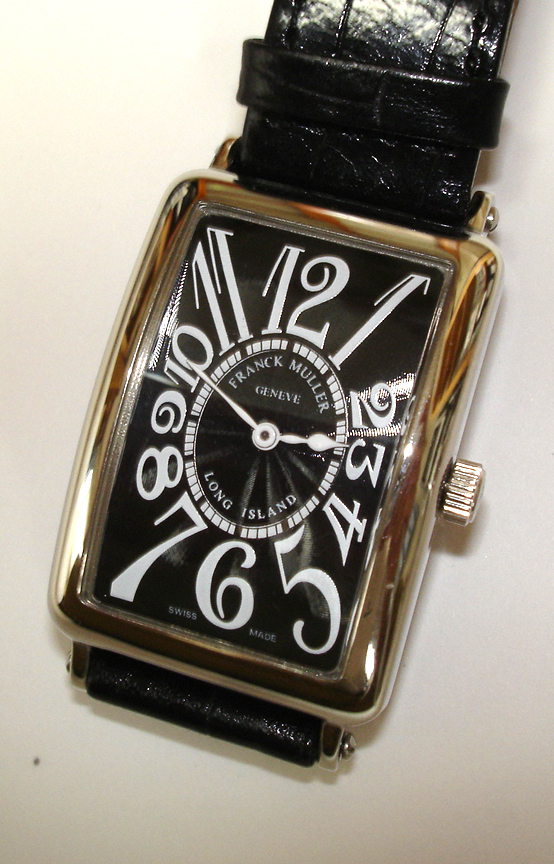
Een horloge van Franck Muller

Franck Muller (1958) is een Zwitserse horlogetechnicus die vooral bekend is als oprichter van het gelijknamige horlogemerk. Franck Muller richtte zijn bedrijf pas in 1995 op en daarmee behoort zijn merk tot een van de jongste horlogemerken. 
Het beroemdste model van Franck Muller is de Tourbillon, een horloge met langwerpige ovale kast en grote krullerige Arabische cijfers die in een ovale vorm op de wijzerplaat getekend zijn. Ook heeft Franck Muller zijn naam gevestigd als duurste horlogemerk aller tijden met de Aeternitas Mega 4.